# Christoph B. Rüger
Christoph Bernhard Rüger (* 3. Juli 1937 in Liegnitz, Provinz Niederschlesien) ist ein deutscher provinzialrömischer Archäologe. Rügers Forschungsgebiet erstreckte sich auf die westlichen Provinzen des Römischen Kaiserreichs, die Epigraphik und das römische Militär.

## Leben und Leistungen
Bereits in der Schulzeit ab 1956 (Abitur am staatlichen Beethoven-Gymnasium Bonn, 1958) und als Student konnte er auf den Grabungen des Rheinischen Landesmuseums Bonn in Neuss Erfahrung als Ausgräber gewinnen, dazu während des Studiums im kanadischen Yukon Territory unter Richard Stockton MacNeish, in Bonn, Krefeld und von 1962 bis 1965 in Tarragona mit der Abteilung Madrid des Deutschen Archäologischen Instituts (Grabung Centcelles) arbeiten.
Rüger studierte Geschichte, Klassische Philologie, Klassische Archäologie und Philosophie an der Rheinischen Friedrich-Wilhelms-Universität Bonn und der University of Toronto. Er erhielt theoretische und eine praktische Ausbildung in naturwissenschaftlichen Methoden der Feldarchäologie und Luftbildarchäologie durch die entsprechende Abteilung des Rheinischen Landesmuseums Bonn.
1965 wurde er in Bonn mit einer Arbeit zur Geschichte der römischen Provinz Germania inferior von Johannes Straub und Harald von Petrikovits promoviert, und bis 1973 wurde er als Mitarbeiter des Rheinischen Landesmuseums Bonn Leiter römischer Ausgrabungen in Bonn, Krefeld-Gellep und Xanten. Für Harald von Petrikovits unternahm er 1968 bis 1969 Ausgrabungen im römischen Legionslager Lambaesis und behielt das römische Nordafrika als praktisches Grabungsforschungsgebiet bei, vor allem in Chemtou-Simitthus, im Legionslager Lambaesis und in Siga im heutigen Algerien (1969–1973, 1977–1978), in Chemtou (1980–1985) und in Zeugma in der Türkei (1999–2002).
Ab 1973 bis zu seiner Frühpensionierung aus gesundheitlichen Gründen Ende 1989 war Rüger als Nachfolger von Harald von Petrikovits Direktor des Rheinischen Landesmuseums Bonn, bis 1986 zugleich Leiter der Bodendenkmalpflege im Rheinland. Seit 1945 war das Gelände der römischen Stadt Colonia Ulpia Traiana (CVT), mit 83 ha ummauerter Fläche größte unüberbaute römische Stadtanlage nördlich der Alpen, durch Gewerbeansiedlung in seinem archäologischen Bestand gefährdet und teilweise entwertet worden. Zehntausende von Quadratmetern archäologischer Notgrabungen des Rheinischen Landesmuseums Bonn (als Bodendenkmalpflegeinstitution für das Rheinland mit Ausnahme der Stadt Köln) waren von 1951 bis 1973 die Folge. 1971 begann Rüger mit dem tatkräftigen neuen Stadtdirektor von Xanten, Heinz Trauten, die Rettung des CVT-Geländes. Im Juli 1974 erlangte ein bahnbrechender Landesentwicklungsplan in Nordrhein-Westfalen Gesetzeskraft. Diese größte Unterschutzstellungsmaßnahme einer archäologischen Stätte in Deutschland überhaupt beendete ein für alle Mal den Raubbau am Denkmal CVT. LVR-Archäologischer Park XantenArchäologischer Park Xanten (APX) und Regionalmuseum Xanten (RMX) konnten sogleich im Sommer 1974 (APX Sommer 1978) als Abteilung Xanten des Rheinischen Landesmuseums Bonn eröffnet werden.
Als Berater nationaler und internationaler archäologischer Stättenkonservierung war Rüger in Portugal, Spanien und Lesotho tätig. Von 1992 bis 1997 richtete er in Tunesien zusammen mit Martin Hartmann das Archäologische Museum Chimtou ein.
Seit 1985 ist Rüger Honorarprofessor für Geschichte und Archäologie der Rheinlande in römischer Zeit der Universität Bonn, wo er von 1978 bis 2003 lehrte. Zusammen mit Julianus Egidius Bogaers veranstaltete er 1974 den 10. Internationalen Kongress für die Erforschung der römischen Reichsgrenzen („Limeskongress“) und gab die Kongressakten sowie die Beiträge heraus. 1969 wurde er korrespondierendes Mitglied des Deutschen Archäologischen Instituts (DAI), seit 1974 ist er ordentliches Mitglied. Von 1974 bis 1993 war Rüger Mitglied der Römisch-Germanischen Kommission des DAI, von 1983 bis 1993 der Kommission für die Abteilung Bagdad des DAI und des Verwaltungsrates des Römisch-Germanischen Zentralmuseums Mainz. Von 1983 bis 1991 war er Präsident des Deutschen Museumsbundes.

## Schriften (Auswahl)
- Centcelles. Die Keramik der Grabungen 1959–1961. In: Madrider Mitteilungen. Band 3, 1962, S. 101–118.
- mit Malcolm Todd: Neufunde römischer Ziegelstempel in Krefeld-Gellep. In: Bonner Jahrbücher. Band 164, 1964, S. 306–307 (Digitalisat).
- Die römische Besiedlung des Rheinlandes. Ein Führer zum Rheinland-Relief (= Kleine Museumshefte. Band 1). Düsseldorf 1967.
- Germania Inferior. Untersuchungen zur Territorial- und Verwaltungsgeschichte Niedergermaniens in der Prinzipatszeit (= Beihefte der Bonner Jahrbücher. Band 30). Köln/Graz 1968.
- Römische Keramik aus dem Kreuzgang der Kathedrale von Tarragona. In: Madrider Mitteilungen. Band 9, 1968, S. 237–258.
- Eine Weihinschrift aus Tarraco. In: Madrider Mitteilungen. Band 9, 1968, S. 259–262.
- Die römischen Handwerker am Niederrhein. Zur Rekonstruktion der Handwerkerviertel in der Colonia Ulpia Traiana bei Xanten. In: Unser Niederrhein. Jahrgang 12, Heft 3, 1969, S. 27–28.
- Sentiacum. Zur römischen Besiedlung des Ahrmündungsgebietes. In: Charlotte Fischer: Die Terra-Sigillata-Manufaktur von Sinzig am Rhein (= Rheinische Ausgrabungen. Band 5). Düsseldorf 1969, S. 176–180.
- Vorbericht über die Arbeiten in Centcelles 4. Datierende römische Keramik. In: Madrider Mitteilungen. Band 10, 1969, S. 251–275.
- Römische Ziegelbruchstücke aus Haithabu (Ausgrabung 1963–64). In: Berichte über die Ausgrabungen in Haithabu. Bericht 4: Das archäologische Fundmaterial I (1963–1964). Neumünster 1970, S. 74–76.
- mit Ilse Paar: Kastell Gelduba. In: Beiträge zur Archäologie des römischen Rheinlandes 2 (= Rheinische Ausgrabungen. Band 10). Düsseldorf 1971, S. 42–48.
- mit Ursula Heimberg: Eine Töpferei im vicus vor der Colonia Ulpia Traiana. In: Beiträge zur Archäologie des römischen Rheinlandes 3 (= Rheinische Ausgrabungen. Band 12). Bonn 1973, S. 84–118.
- als Herausgeber mit Julianus Egidius Bogaers sowie als Mitverfasser: Der Niedergermanische Limes (= Kunst und Altertum am Rhein. Nummer 50). Köln 1974.
- Bonn § 2: Römische Zeit. In: Herbert Jankuhn u. a. (Hrsg.): Reallexikon der Germanischen Altertumskunde. Band 3, Lieferung 1/2, Berlin 1976, S. 225–229.
- Einige archäologische Aspekte des römischen Rheinlands. In: Convegno Internazionale Renania Romana (Rom 14.–16.4.1975) (= Atti dei Convegni Lincei. Band 23). Rom 1976, S. 9–29.
- als Herausgeber mit Julianus Egidius Bogaers: Studien zu den Militärgrenzen Roms II. Vorträge des 10. internationalen Limeskongresses in der Germania inferior. Habelt, Bonn 1978.
- Die Sahara und die Römer. In: Sahara. 10000 Jahre zwischen Weide und Wüste. Köln 1978, S. 341–343 (arabische Übersetzung: Tripolis 1980).
- Limes. In: Handwörterbuch zur deutschen Rechtsgeschichte. Band 2, Stuttgart 1978, Sp. 2036.
- Ein Siegesdenkmal der legio VI victrix. In: Bonner Jahrbücher. Band 179, 1979, S. 187–200 (Digitalisat).
- Die spätrömische Großfestung in der Colonia Ulpia Traiana. In: Bonner Jahrbücher. Band 179, 1979, S. 499–524 (Digitalisat).
- als Herausgeber mit Heinz Günter Horn sowie als Mitverfasser: Die Numider. Reiter und Könige nördlich der Sahara (= Kunst und Altertum am Rhein. Band 96). Köln/Bonn 1979.
- Research on the Limes of Germania inferior (German Part), 1974–1979. In: William S. Hanson, Lawrence Keppie (Hrsg.): Roman Frontier Studies 1979. Papers presented to the 12th International Congress of Roman Frontier Studies (= British Archaeological Reports, International Series. Band 71). Oxford 1980, S. 495–500.
- Colonia Ulpia Traiana – Archäologischer Park Xanten. Ein nordrhein-westfälisches Denkmalschutzobjekt. In: Bonner Universitatsblätter. Jahrgang 1980, S. 107–117.
- Inschriftenfunde der Jahre 1975–1979 aus dem Rheinland. In: Epigraphische Studien. Band 12, Köln 1981, S. 287–307.
- Vindex cum inermi provincia? Zu einer weiteren neronischen Marsinschrift vom Rhein. In: Zeitschrift für Papyrologie und Epigraphik. Band 43, 1981, S. 329–335.
- A Husband for the Mother Goddesses. Some Observations on the Matronae Aufaniae. In: Brian Hartley, John Wacher (Hrsg.): Rome and her Northern Provinces. Papers presented to Sheppard Frere in honour of his retirement from the Chair of the Archaeology of the Roman Empire, University of Oxford, 1983. Gloucester 1983, S. 210–221.
- Römische Inschriftenfunde aus dem Rheinland 1978–1982 nebst Index der Inschriftenfunde 1975–1982. In: Epigraphische Studien. Band 13, Köln 1983, S. 111–166.
- Industrial landscape and archaeology in the Rhineland. In: A future for our past (= Council of Europe. Nummer 23). 1984, 24 ff. (auch in Französisch in der französischen Ausgabe: Paysage industriel et archéologie en Rhénanie).
- mit Heinz Cüppers unter Mitarbeit von Brigitte Beyer: Römische Siedlungen und Kulturlandschaften (= Geschichtlicher Atlas der Rheinlande. Beiheft III/l-III/2). Köln 1985.
- Eine Ubica Aemulatio Claudi Caesaris? Beobachtungen zu einem Graphem in Niedergermanien. In: Acta Archaeologica Lovaniensia. Band 25, 1986, S. 159–166.
- Edith Mary Wightman in memoriam. In: Trierer Zeitschrift. Band 49, 1986, S. 415–416.
- Beobachtungen zu den epigraphischen Belegen der Muttergottheiten in den lateinischen Provinzen des Imperium Romanum. In: Gerhard Bauchhenß, Günter Neumann (Redaktion): Matronen und verwandte Gottheiten (= Beihefte der Bonner Jahrbücher. Band 44). Köln 1987, S. 1–30.
- Observaciones acerca de la construcción de los puentes romanos en Renania – Tecnica y función politica desde César hasta Honorio. In: Cuadernos de San Benito. Band 1, Madrid 1989, S. 55–62.
- Pagane Religiosität in den Städten der Nordwestprovinzen des Römischen Kaiserreiches. In: Werner Eck, Hartmut Galsterer (Hrsg.): Die Stadt in Oberitalien und in den nordwestlichen Provinzen des Römischen Reiches (= Kölner Forschungen. Band 4). Mainz 1991, S. 227–233.
- Afrikaner in Trier. In: Yann Le Bohec (Hrsg.): L´Afrique, la Gaule, la religion à l époque romaine. Mélanges à la mémoire de Marcel Le Glay (= Collection Latomus. Band 226). Brüssel 1994, S. 468–472.
- Roman Germany from 43 BC. to AD. 69. In: Alan K. Bowman, Edward Champlin, Andrew Lintott (Hrsg.): The Cambridge Ancient History. 2. Auflage, Band 10: The Augustan Empire 43 B.C. to A.D. 69. Cambridge 1996, S. 517–534.
- Zu Marmorschalen in Chemtou. In: Römische Mitteilungen. Band 104, 1997, S. 379–385.
- Lateinische Schriftlichkeit im römischen Grenzgebiet gegen die Germanen. In: Klaus Düwel, Sean Nowak (Hrsg.): Runeninschriften als Quellen interdisziplinärer Forschung. Abhandlungen des 4. Internationalen Symposiums über Runen und Runeninschriften in Göttingen 1995 (= Reallexikon der germanischen Altertumskunde. Ergänzungsband 15). Berlin/New York 1998, S. 357–375.